# Нельхай
Нельхай (бур. Нэлэнхы) — деревня в Аларском районе Усть-Ордынского Бурятского округа Иркутской области. Входит в муниципальное образование «Нельхай».

## География
Деревня расположена в 33 км восточнее районного центра.
В окрестностях деревни, в направлении села Тыргетуй располагается Тёплый лес, в котором даже в очень сильный мороз температура значительно выше, чем на окружающей территории. Научного объяснения этому явлению пока нет. У местных жителей существует следующая легенда, связанная с этим лесом: 

Давным-давно девушку хотели выдать замуж. Но у невесты уже был любимый. Родители настояли на том, чтобы их дочь вышла за парня, которого они нашли ей в мужья. В день свадьбы девушка решила бежать прямо из-под венца. Она договорилась со своим возлюбленным, что они встретятся в лесу. Невесте удалось вырваться из дома, но она заблудилась. По преданию, героиня легенды просила защиты у местных духов. Стояла зима, но девушка чудесным образом не замерзла, потому что вдруг стало тепло. Влюбленным удалось встретиться. С тех пор в память о той любви в нашем лесу всегда тепло.
 Однако, чудесное спасение девушки, вероятно, лишь следствие необъяснимого пока науке природного явления.
Состоит из 5 улиц:
- Лосова
- Мира
- Солнечная
- Школьная
- Юбилейная

## Происхождение названия
По словам Матвея Мельхеева данный топоним может происходить от бурятского ниилхэ — «соединиться», не исключена также связь с нилха  — «ребёнок», «молодой», «жидкий».
Станислав Гурулёв производит название Нельхай от бурятского нэлэнхы — «обширный».
Нельзя исключать, что этот топоним по происхождению тюркоязычный, где хай — «скала», «утёс».

## История
В Нельхае проживает подрод бурятского рода икинатов Унхытан. Их предком является девушка Унхы. Согласно преданию, 

Она, живя у родителей, забеременела. В старину беременных вне замужества девушек наказывали ссылкой. Девушку Унхы сородичи посадили на плот и пустили вниз по Ангаре. Плот пристал к берегам икинатской земли. Пожалев девушку, местные жители приютили ее у себя.
 Представители подрода унхытан относят себя к икинатам, однако некоторые учёные считают их отдельным бурятским родом. К данному подроду относятся династии Долбеевых, Сабировых, которые являются основателями улуса, а ныне села Апхульта.
В советские годы Нельхай вошёл в состав совхоза «Нельхайский» с центром в селе Апхульта, который позже был переименован в «Наран» (от бур. наран — «солнце»). На 1962 год совхозу принадлежало 65 тысяч гектаров пашни, из которых 11-12 тысяч засевались зерновыми, 3 — кукурузой, также выращивались все кормовые культуры. Поголовье крупного рогатого скота, молодняка и дойного гурта составляло более 3,5 тысяч голов. После образования Нукутского района большая часть площади, принадлежавшей совхозу, вошла в его черту. После этого площадь продолжала сокращаться, и на 2005 год осталось примерно 4 тысячи гектаров. Вскоре совхоз перестал существовать, на его базе было открыто новое сельскохозяйственное предприятие, принадлежащее СХЗАО «Наследие».

## Религия
В 2009 году в Тёплом лесу местным бурятским шаманом был установлен барисан, представленный двумя столбами-коновязями и большим камнем.

## Экономика
В деревне функционирует КФХ, занимающееся пчеловодством.

## Инфраструктура
В деревне функционируют школа, участковая больница, детский сад.

## Население
| 2002 | 2010 | 2011 | 2012 |
| ---- | ---- | ---- | ---- |
| 378  | ↘300 | ↘299 | ↘297 |